# Rixen (Wüstung)
Rixen (auch: Ricksen, Rikkersen, Rickersen, Ryeckerschin, Rixessenn, Rikkirissun, Rikkeressun, Rykirsin) war ein bereits zu Anfang des 12. Jahrhunderts urkundlich erwähntes, aber offenbar schon in der ersten Hälfte des 15. Jahrhunderts aufgegebenes und „wüst“ gewordenes Dorf im Nesselbachgrund etwa zweieinhalb Kilometer westlich von Grebenstein im Landkreis Kassel in Nordhessen.
Im Jahre 1443 wird eine Kapelle in Rixen erwähnt, aber das Salbuch von 1455 nennt den Ort bereits eine Wüstung.  1503 wird Rixen andererseits noch als Bauerschaft erwähnt. Die Kapelle, am wichtigen Heerweg nach Warburg gelegen, wurde 1488 wieder neu errichtet und den Heiligen Jodok und Gregor geweiht.
Im Jahre 1777, nachdem der Siebenjährige Krieg die Gegend um die Diemel schwer verwüstet hatte, entstand auf Anweisung des Landgrafen Friedrich II. von Hessen-Kassel etwa 1,5 km weiter westlich die neue Siedlung Friedrichsthal, ein Stadtteil von Grebenstein. Noch heute heißt es im dortigen Volksmund, man wohne in Rixen.